# Villetoureix
Villetoureix là một xã, nằm ở tỉnh Dordogne vùng Aquitaine của Pháp. Xã này có diện tích 16,4 km², dân số năm 2006 là 823 người. Xã nằm ở khu vực có độ cao trung bình 67 m trên mực nước biển.

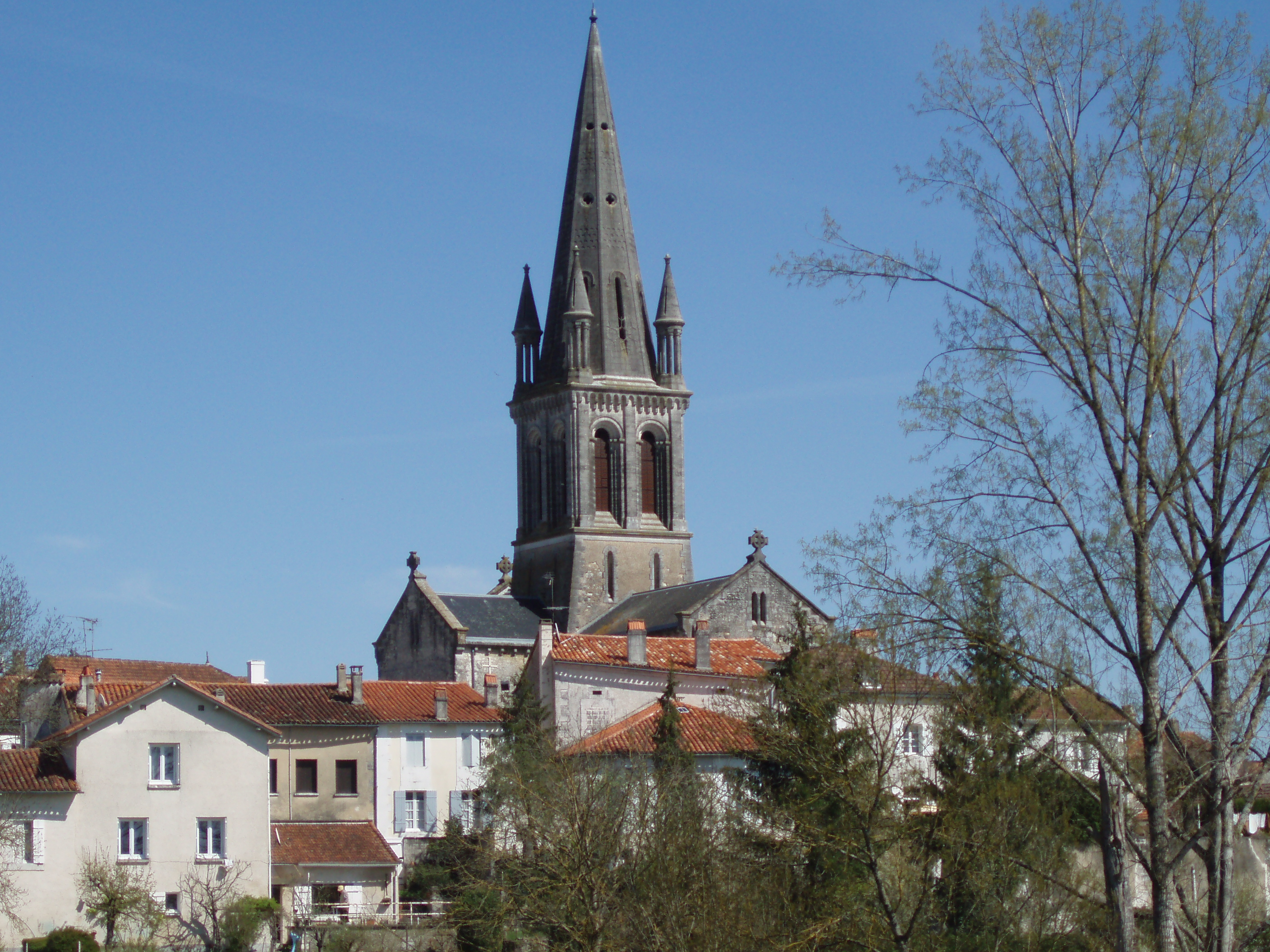
Ngôi làng Villetoureix và nhà thờ của nó

## Địa lý
Villetoureix nằm trên một ngọn đồi ở bờ phải sông Dronne, gần Ribérac, trong khu vực Périgord blanc. Xã bao gồm làng Villetoureix và các khu định cư nhỏ của la Pouyade, la Borie, Mayac và la Dérame. Các xã lân cận là Ribérac và Saint-Méard-de-Drône ở phía nam, Celles ở phía đông, Bertric-Burée ở phía bắc và Allemans ở phía tây.

## Lịch sử
Dấu vết đầu tiên của cư dân bắt nguồn từ thời Gallo-Roman, nhưng sự phát triển của ngôi làng bắt đầu từ thế kỷ 17, khi château de la Rigale được xây dựng.

## Thông tin nhân khẩu
| Năm    | 1962 | 1968 | 1975 | 1982 | 1990 | 1999 | 2006 |
| ------ | ---- | ---- | ---- | ---- | ---- | ---- | ---- |
| Dân số | 705  | 677  | 728  | 750  | 779  | 762  | 823  |